# Thomas Laub
Thomas Linnemann Laub, né le 5 décembre 1852 et mort le 4 février 1927, est un organiste et compositeur danois.

## Œuvres remarquables
- 1888 : 80 rytmiske Koraler, en enstemmig samling
- 1889-1891 : Kirkemelodier, tre hæfter med firstemmige udsættelser
- 1890 : 10 gamle danske Folkeviser udsatte pour Blandet Kor
- 1896 : Udvalg af Salmemelodier i Kirkestil
- 1899 : Danske Folkeviser med gamle Melodier I med Axel Olrik
- 1902 : Udvalg af Salmemelodier i Kirkestil, lier 2.
- 1904 : Danske Folkeviser med gamle Melodier II med Axel Olrik
- 1909 : 'Forspil og Melodier. Forsøg i Kirkestil
- 1915 : En Snes danske Viser med Carl Nielsen
- 1917 : En Snes danske Viser, hæfte 2 (igen med Carl Nielsen)
- 1918 : koralbogen Dansk Kirkesang
- 1920 : 
  - Tolv viser og sange af danske digtere
  - Ti Aarestrupske ritorneller
- 1922 :
  - 30 danske sange pour égrappoir 3 og 4 lige
  - Udkom Folkehøjskolens Melodibog med en række folkelige melodier af Th. Laub
- 1928 : 24 salmer og 12 folkeviser udsat pour égrappoir 2 og 3 lige